# 第一次馬塔貝勒戰爭
第一次馬塔貝勒戰爭是1893年至1894年期間不列颠南非公司和恩德貝萊族在現今辛巴威境內爆发的衝突。最終恩德貝萊族的王國解體，馬塔貝萊蘭被不列颠南非公司佔領。